# Incompatibilidad de choque
Incompatibilidad de choque, compatibilidad de choque, incompatibilidad de vehículo y compatibilidad de vehículo son términos en la industria de pruebas de choque de automóvil. Se refieren a la tendencia de algunos vehículos a infligir más daño a otro vehículo (el "vehículo asociado al choque") en choques de dos automóviles. Se dice que la incompatibilidad de vehículos conduce a choques más peligrosos y fatales, mientras que la compatibilidad puede prevenir lesiones en choques que de otro modo serían comparables. 

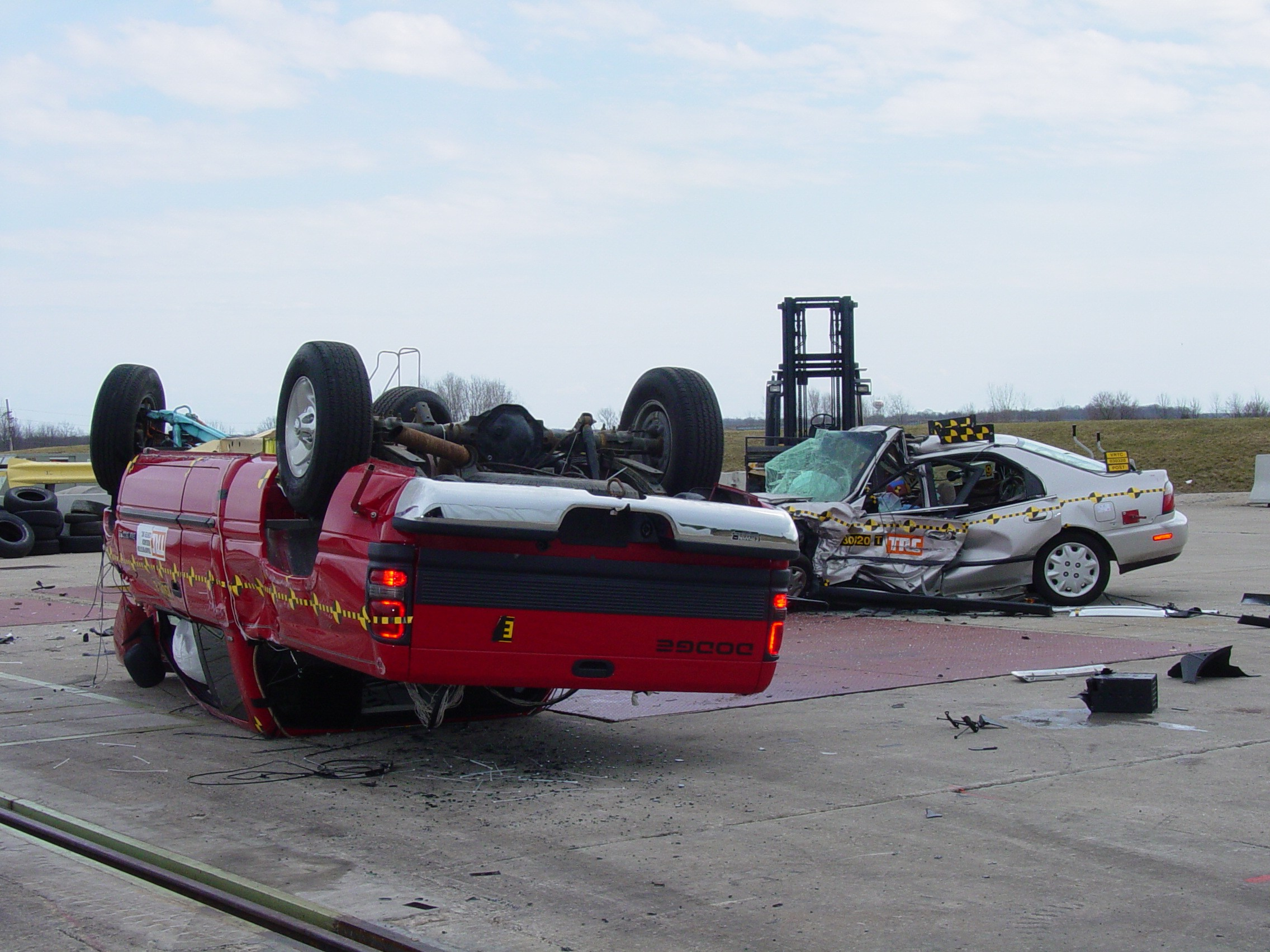
Secuelas de una prueba de compatibilidad que involucró una Dodge Ram 1500 2001 y un Honda Accord 1997.

La fuente más obvia de incompatibilidad de accidentes es la masa; un vehículo de gran masa, como un monovolumen grande o un SUV, tenderá a causar daños mucho más graves en un choque con un vehículo más ligero, como un sedán típico o un automóvil compacto. En particular, la investigación de Michael Anderson y Maximilian Auffhammer sugiere que ser atropellado por un vehículo que pesa 1000 libras (~450 kg.) más que el tuyo genera un aumento del 40-50% en el riesgo de muerte. La incompatibilidad también puede resultar de la forma específica, rigidez u otros aspectos de diseño de los vehículos impactantes. Por ejemplo, algunos SUV y camionetas viajan más alto que los automóviles y carecen de zonas de deformación para absorber la energía del impacto. Otra fuente de incompatibilidad es que se requiere que los vehículos más pesados tengan frontales más fuertes debido a los requisitos de prueba actuales, como la prueba NCAP.
La Administración Nacional de Seguridad del Tráfico en Carreteras ha realizado estudios sobre la "agresividad" de los diseños de vehículos. El término "agresividad" se usa para denotar el riesgo promedio de lesiones que un vehículo impone a los ocupantes de otros vehículos durante las colisiones. Un estudio de la NHTSA de 2003 estimó que en choques de vehículo a vehículo, el diseño de minivans era 1,16 veces más agresivo que los coches, las camionetas eran 1,39 veces más agresivas y las SUV 1,71 veces más agresivas que los coches. Cuando se incluyó el peso en el análisis, se estimó que las camionetas livianas (incluidos los SUV) eran 3.3 veces más agresivas que los autos en choques frontales y quizás más en choques de impacto lateral.
Estos estudios han sido controvertidos ya que afectan la percepción pública y las decisiones políticas sobre los estándares CAFE y los estándares de prueba de seguridad de camiones ligeros tal como existen hoy. La NHTSA no define un automóvil o una camioneta liviana en función del peso (por ejemplo, el Chrysler PT Cruiser se clasifica como una camioneta liviana mientras que un Lexus LS 600h L, un vehículo que pesa un 66% más según las especificaciones publicadas, se clasifica como automóvil). Entonces, si bien no ha habido propuestas para eliminar las camionetas livianas (que incluyen minivans, SUV y camionetas), hacerlo no eliminaría la incompatibilidad por lo que todavía habría vehículos más livianos chocando contra vehículos más pesados. 
La NHTSA, otros gobiernos, organizaciones de investigación y fabricantes de automóviles han realizado una amplia investigación y pruebas para encontrar soluciones que mejoren la seguridad en los automóviles pequeños al chocar con vehículos más grandes. En los Estados Unidos, un grupo de expertos propuso pasos importantes para mejorar la compatibilidad y estos han sido aceptados como una regulación voluntaria por los fabricantes de automóviles estadounidenses, así como por la mayoría de las otras empresas que venden vehículos en los Estados Unidos. El gobierno canadiense también ha aceptado estos recomendaciones. Las recomendaciones requieren que todos los fabricantes (a) bajen la altura de la estructura primaria (también llamada riel del bastidor) de todos los SUV y camionetas para que se superpongan con la estructura primaria de los automóviles; o (b) agregar otra estructura (llamada Estructura de absorción de energía secundaria) a los SUV y camionetas que no pueden cumplir con la primera opción. Los últimos estudios han demostrado que estos han mejorado la seguridad en los automóviles cuando son golpeados por un SUV. Sin embargo, no se ha observado tal beneficio en choques de camionetas a automóviles. No está claro si se tienen en cuenta ciertas modificaciones del mercado de accesorios, como los "kits de elevación" que elevan el bastidor o la suspensión de un vehículo para aumentar la distancia al suelo. Es probable que tales modificaciones reduzcan en gran medida la efectividad de los avances modernos en seguridad automotriz debido a que las partes rígidas de una camioneta o SUV golpean las partes más débiles de los vehículos inferiores, en lugar de las regiones reforzadas en un accidente. Las leyes estatales con respecto al uso de tales modificaciones varían ampliamente y muchas tienen leyes que no se hacen cumplir. A partir de ahora, no existen leyes federales con respecto a la altura del parachoques de camiones y SUV. 
Aunque gran parte del debate sobre la incompatibilidad de choques en los últimos años se ha centrado en los SUV, el concepto ha existido por mucho más tiempo. Cuando se introdujeron los coches subcompactos en la década de 1970, existía el temor de que las incompatibilidades de masa y diseño pudieran provocar lesiones más graves para los conductores de estos vehículos más pequeños y ligeros. La incompatibilidad de colisiones sigue siendo un área de estudio activo. 